# Yann Karamoh
Yann Karamoh (ur. 8 lipca 1998 w Abidżanie) – francuski piłkarz iworyjskiego pochodzenia występujący na pozycji napastnika w tureckim klubie Fatih Karagümrük SK do którego jest wypożyczony z Parmy Calcio 1913 oraz w reprezentacji Francji do lat 21. Wychowanek RC Paris, w swojej karierze grał także w SM Caen.

## Statystyki kariery
(aktualne na dzień 21 stycznia 2018)
| Klub                  | Sezon              | Liga               | Liga  | Liga   | Puchar kraju | Puchar kraju | Puchar ligi | Puchar ligi | Europa | Europa | Suma  | Suma   |
| Klub                  | Sezon              | Liga               | Mecze | Bramki | Mecze        | Bramki       | Mecze       | Bramki      | Mecze  | Bramki | Mecze | Bramki |
| --------------------- | ------------------ | ------------------ | ----- | ------ | ------------ | ------------ | ----------- | ----------- | ------ | ------ | ----- | ------ |
| SM Caen               | 2016/17            | Ligue 1            | 35    | 5      | 1            | 0            | 0           | 0           | –      | –      | 36    | 5      |
| Inter Mediolan (wyp.) | 2017/18            | Serie A            | 3     | 0      | 1            | 0            | –           | –           | –      | –      | 4     | 0      |
| Ogólnie w karierze    | Ogólnie w karierze | Ogólnie w karierze | 38    | 5      | 2            | 0            | 0           | 0           | 0      | 0      | 40    | 5      |